# Peka (drag queen)
Peka es una drag queen, actriz, animadora sociocultural y activista de los derechos LGTBI española.

## Biografía
Comenzó su carrera artística en 2010 actuando en discotecas de Palma de Mallorca. Su nombre artístico es una derivación de "pecaminosa", como la llamó una compañera tras verla actuar. Trabajó compartiendo escenarios con Mónica Naranjo, Soraya Arnelas, Rebeka Brown, Karina, Baccara, Sara Montiel, Paco Clavel y París Hilton. Durante sus actuaciones, utilizaba sus canciones «Yo soy así» y «Tu vas a brillar».
Entre 2010 y 2019 actuó en el Salón Erótico de Barcelona donde interpretaba su canción «Loca» junto a diversos artistas porno.
En 2013 se trasladó a Madrid, donde creó el programa Un mundo por descubrir para la plataforma Youtube, en el que ella y su equipo captan, a través de sus objetivos, comentarios y entrevistas, grandes momentos de la actualidad social. Durante el confinamiento por la pandemia de COVID-19 presentó su libro de memorias Visibilidrag (2020).
Como actriz, ha participado en la película Apocalìtico 2021 y en videoclips de Leticia Sabater, Shabelle Rose, Monterrosa, Isabel Pantoja y Muna Duval. También ha participado en eventos como Horteralia, y en diversas marchas del Orgullo LGBT en Mallorca, Alicante y Madrid, y en otras ciudades donde se han celebrado festivales trans. Cuenta con su propia firma de cosméticos, perfumería y joyería, Peka Shop.Recientemente, ha colaborado en un video musical con la destacada artista Diana Navarro, consolidando así su presencia en el ámbito creativo y artístico.

## Activista LGTBI
Como activista de los derechos LGTBI, ha utilizado diferentes recursos, el espectáculo, la provocación, las canciones con doble sentido para llamar la atención de una manera festiva sobre la singularidad del mundo transexual. Su participación en el Orgullo 2018 de Madrid supuso darse a conocer a un público mayor, nacional e internacional. En 2019, el ayuntamiento de Madrid, le impidió el acceso a la Cabalgata de Reyes.
Como forma de provocación grabó el vídeoclip Tú vas a brillar en la sede nacional del partido de extrema derecha Vox, en 2019, acompañada de diversos actores porno gais como Víktor Rom, Martín Mazza, el modelo internacional Zaphiro, y el cantante español Pingüistar. Formó parte de la caravana de Movistar Plus+ en el Orgullo 2022 de Madrid junto a Loco Mía, Alejandro Amenábar, Cayetana Guillén Cuervo, Pepón Nieto y Okuda San Miguel, entre otros.  Tras finalizar el evento, fue víctima de un ataque homófobo en el metro de Madrid.
En 2023 fue una de las protagonistas de la campaña de la marca de whisky J&B «Orgullo de pueblo», que recorrió distintas localidades de la España rural en un autobús bautizado «La Estrella», en honor a Fernando La Estrella.
En 2024 asistió al desfile del Orgullo de Madrid con un diseño de Pasco donde utilizó condones y material reciclado, en protesta por el cartel oficial del Ayuntamiento de Madrid para el evento.
En 2025, volvió a protagonizar la campaña de J&B «Orgullo de pueblo», esta vez en un autobús bautizado «Manolita», en honor a Manolita Chen, recorriendo nuevamente diversos pueblos de la España rural.
Además, el 18 de julio de 2025 se estrenará el documental de Netflix «Sigo siendo la misma», en el que colabora con Yurena y la productora de Los Javis.
Ese mismo año, fue también la hosted del concierto de Gloria Trevi, una aparición destacada que reafirmó su presencia en el panorama cultural y activista del colectivo LGTBIQ+.

## Premios y reconocimientos
- Premios I Wanna Be Super Star (2010)
- Nominada en los premios Bésame Tonto Awards 2021
- Reconocimiento Balears Diversa en galardones Mar Cambrollé por su carrera y activismo a favor del colectivo LGTBI (2022)[19][20]

## Videoclips
- Te vas a comer mi roscón (2019)
- Loca (2019)
- Tú vas a brillar (2020)
- El novio de mi prima (2020)

## Publicaciones
- VisibiliDrag. Memorias de Peka Mimosa (2020). ISBN 9798611790281